# اتفاقية سايكس بيكو

توزيع المناطق على روسيا وبريطانيا وفرنسا

اتفاقية سايكس بيكو hk[(بالإنجليزية: Sykes–Picot Agreement)‏ (/ˈsaɪks ˈpiːkoʊ, - pɪˈkoʊ, - piːˈkoʊ/) في 1916 هي معاهدة سرية بين فرنسا والمملكة المتحدة بمصادقة من الإمبراطورية الروسية وإيطاليا على اقتسام منطقة الهلال الخصيب بين فرنسا وبريطانيا، ولتحديد مناطق النفوذ في غرب آسيا وتقسيم الدولة العثمانية التي كانت المسيطرة على تلك المنطقة في الحرب العالمية الأولى. اعتمدت الاتفاقية على فرضية أن الوفاق الثلاثي سينجح في هزيمة الدولة العثمانية خلال الحرب العالمية الأولى ويشكل جزءًا من سلسلة من الاتفاقات السرية التي تأمل في تقسيمها. وقد جرت المفاوضات الأولية التي أدت إلى الاتفاق بين 23 نوفمبر 1915 و 3 يناير 1916، وهو التاريخ الذي وقع فيه الدبلوماسي الفرنسي فرانسوا جورج بيكو والبريطاني مارك سايكس على وثائق مذكرات تفاهم بين وزارات خارجية فرنسا وبريطانيا وروسيا القيصرية آنذاك. وصادقت حكومات تلك البلدان على الاتفاقية في 9 و 16 مايو 1916.
قسمت الاتفاقية فعلياً الولايات العربية العثمانية خارج شبه الجزيرة العربية إلى مناطق تسيطر عليها بريطانيا وفرنسا أو تحت نفوذها. فخصصت الاتفاقية لبريطانيا ماهو اليوم فلسطين والأردن وجنوب العراق ومنطقة صغيرة إضافية تشمل موانئ حيفا وعكا للسماح بالوصول إلى البحر الأبيض المتوسط. أما فرنسا فتسيطر على جنوب شرق تركيا وشمال العراق وسوريا ولبنان. ونتيجة اتفاق سازونوف-باليولوج المشمول فإن روسيا ستحصل على أرمينيا الغربية بالإضافة إلى القسطنطينية والمضائق التركية الموعودة بالفعل بموجب اتفاقية القسطنطينية (1915). وافقت إيطاليا على هذا الاتفاق سنة 1917 عبر اتفاقية سانت جان دي مورين بحيث يكون لها جنوب الأناضول. أما منطقة فلسطين ذات الحدود الأصغر من فلسطين المنتدبة اللاحقة فإنها ستكون تحت «إدارة دولية».
استخدمت الاتفاقية مبدئيًا لتكون الأساس المباشر للتسوية الأنجلو-فرنسي المؤقتة 1918 [الإنجليزية] والتي وافقت على إطار عمل لإدارة أراضي العدو المحتلة في بلاد الشام. وعلى نطاق أوسع كان من المفترض أن تؤدي تأدية غيرة مباشرة إلى تقسيم الدولة العثمانية بعد هزيمتها سنة 1918. بعد فترة وجيزة من الحرب تنازل الفرنسيون عن فلسطين والموصل [الإنجليزية] إلى البريطانيين. ووضعت بلاد الشام ومابين النهرين تحت الانتداب في مؤتمر سان ريمو في أبريل 1920 حسب إطار سايكس بيكو؛ استمر الانتداب البريطاني على فلسطين حتى 1948، واستعيض عن الانتداب البريطاني على العراق بمعاهدة مماثلة مع العراق المنتدب، واستمر الانتداب الفرنسي على سوريا ولبنان حتى سنة 1946. وحُددت الأجزاء الأناضولية حسب معاهدة سيفر بحلول أغسطس 1920؛ لكن هذه الطموحات أحبطتها حرب الاستقلال التركية 1919-1923.
ينظر الكثيرون إلى الاتفاقية على أنها نقطة تحول في العلاقات الغربية العربية. فقد ألغت المملكة المتحدة وعودها للعرب فيما يتعلق بوطن قومي عربي في منطقة سوريا الكبرى مقابل دعمهم لبريطانيا ضد الدولة العثمانية. وانكشفت بنود الاتفاقية بوصول البلاشفة إلى سدة الحكم في روسيا في 23 نوفمبر 1917 وتكررت في صحيفة الجارديان البريطانية في 26 نوفمبر 1917، بحيث «كان البريطانيون محرجين والعرب مستائين والأتراك مسرورين». ولايزال إرث الاتفاقية يلقي بظلاله على النزاعات الحالية في المنطقة.

## الدافع والمفاوضات

### الاتفاقيات السابقة مع روسيا وإيطاليا (مارس-أبريل 1915)
بعد اندلاع العمليات البحرية التي سبقت حملة الدردنيل كتب وزير الخارجية الروسي سيرجي سازونوف بعد اتفاقية القسطنطينية المؤرخة 18 مارس 1915 إلى سفراء فرنسا والمملكة المتحدة وطالب بالقسطنطينية ومضيق الدردنيل. فوافقت فرنسا وبريطانيا بعد سلسلة من المراسلات الدبلوماسية على مدى خمسة أسابيع مع تقديم مطالبهما، وهي زيادة نفوذ المملكة المتحدة على إيران، والحاق سوريا (ومن ضمنها فلسطين) وقيليقية لفرنسا. أتُفِق على جميع المطالبات، واتفقت الأطراف أيضًا على أنه يجب ترك مطالبة الأماكن المقدسة للتسوية لاحقًا. على الرغم من أن هذا الاتفاق لم يُنفذ مطلقًا بسبب الثورة الروسية، إلا أنه كان ساري المفعول بالإضافة إلى وجود حافز مباشر له وهو أن اتفاقية سايكس بيكو لاتزال تحت التفاوض.
في معاهدة لندن مع إيطاليا في 26 أبريل 1915، تضمنت المادة 9 التزامات تتعلق بالمشاركة الإيطالية في أي تفكك للدولة العثمانية. وجاء في السياق: «إذا كانت فرنسا وبريطانيا العظمى وروسيا تحتل أي أراضي في تركيا في آسيا خلال الحرب، فإن منطقة البحرية المتاخمة لمقاطعة أنطاليا ضمن الحدود المشار إليها أعلاه ستكون محفوظة لإيطاليا التي يحق لها لاحتلالها».

### الاتفاق المسبق مع العرب (يوليو 1915 – مارس 1916)

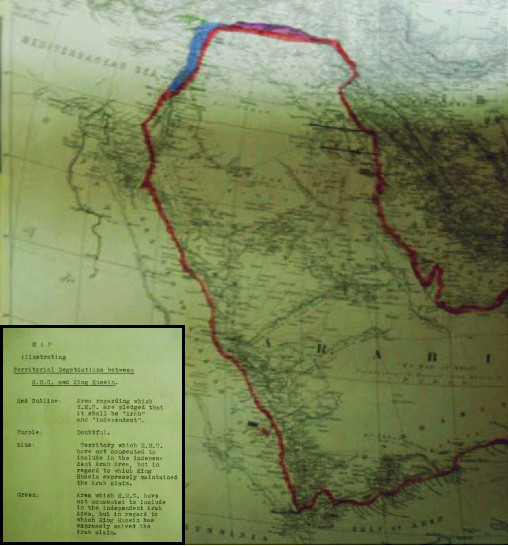
خريطة الحكومة البريطانية 1918: توضح خريطة المفاوضات الإقليمية بين حكومة صاحب الجلالة والشريف حسين.

بينما كان سايكس وبيكو في مفاوضات، كانت المناقشات جارية بالتوازي بين الحسين بن علي شريف مكة ومقدم السير هنري مكماهون المفوض السامي البريطاني في مصر في مراسلات عرفت بمراسلات الحسين – مكماهون، وتألفت من عشر رسائل متبادلة من يوليو 1915 إلى مارس 1916، والتي وافقت فيها الحكومة البريطانية على الاعتراف باستقلال العرب بعد الحرب مقابل قيام شريف مكة بإطلاق الثورة العربية ضد الدولة العثمانية. عُرّفت منطقة الاستقلال العربي على أنها تحدها من الشمال مرسين وأضنة تصل إلى خط عرض 37° شمال وهي الدرجة التي تقع عليها البيرة وأورفة وماردين ومديات وجزيرة ابن عمر والعمادية حتى حدود بلاد فارس؛ ومن الشرق على حدود بلاد فارس حتى خليج البصرة؛ ومن الجنوب المحيط الهندي، باستثناء ميناء عدن حيث يبقى كما هو؛ في الغرب البحر الأحمر والبحر الأبيض المتوسط البحر حتى مرسين باستثناء أجزاء من سوريا تقع غربي مدن دمشق وحمص وحماة وحلب.
وقد رد حسين بتاريخ 1 كانون الثاني (يناير) على مكماهون المؤرخ في 14 ديسمبر 1915 في وزارة الخارجية ونص على:
وبعد هذا النقاش أبلغ جراي الفرنسيين بالوضع إلا أن كامبون لم يأخذ الأمر على محمل الجد.

### المفاوضات الإنلكيزي الفرنسية (أكتوبر 1915 – مارس 1916)

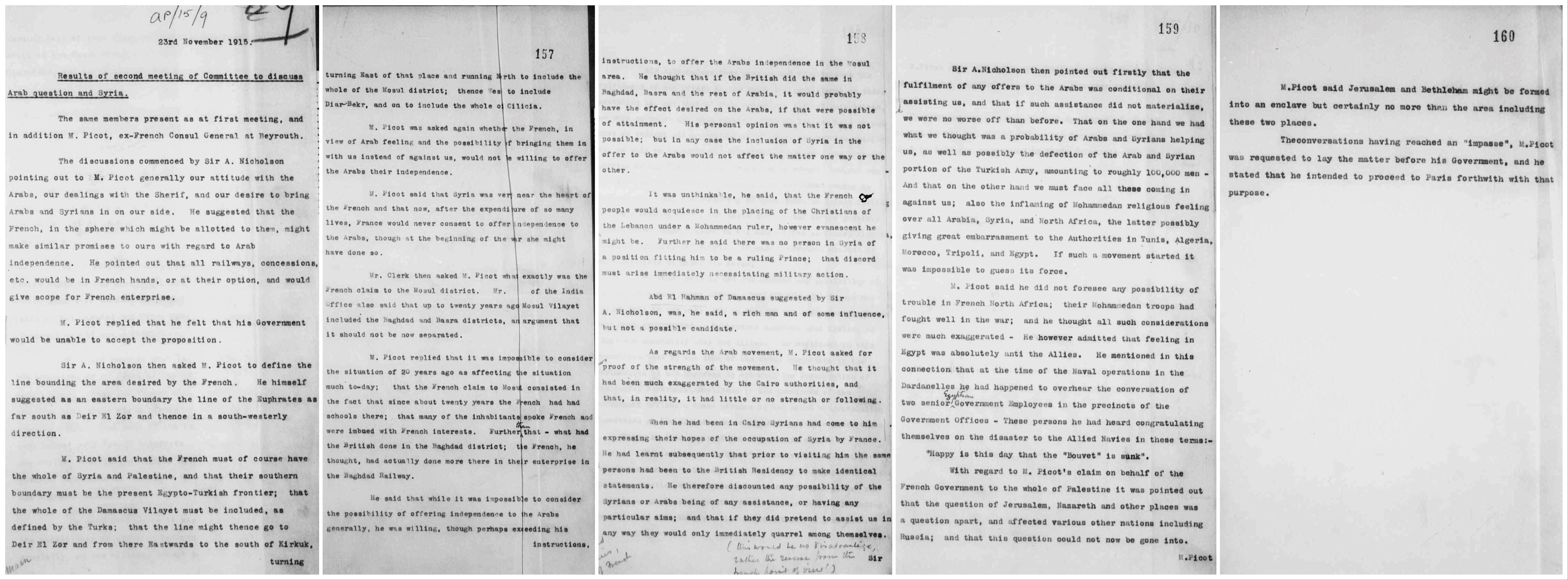
محضر لأول جلسة مفاوضات في 23 نوفمبر 1915، حيث حدد الجانبان مواقفهما الأولية.
اقترح بيكو أن تشمل المنطقة الفرنسية ما يلي: "كل سوريا وفلسطين، ويجب أن تكون الحدود الجنوبية هي الحدود مع مصر الحالية«، بحيث يمتد الخط الحدودي إلى دير الزور ثم يتجه شرقًا إلى جنوب كركوك، ومن ذلك المكان يذهب شمالًا ليشمل كل ولاية الموصل؛ ومن هناك غربًا لتشمل ديار بكر وأضنة بأكملها.»
أما البريطانيون فقد اقترحوا الحدود الشرقية كالتالي:«خط الفرات يتجه جنوبا حتى دير الزور ومن ثم في اتجاه الجنوب الغربي». فيما يتعلق بفلسطين أشار البريطانيون إلى أن «القدس والناصرة وغيرها من الأماكن هي مسألة منفصلة، وأثرت على مختلف الدول الأخرى بما في ذلك روسيا: وأنه لا يمكن الآن تناول تلك المسألة».

خلص تقرير لجنة دي بونسن الذي أُعِدّ لتحديد سياسة الحرب البريطانية تجاه الدولة العثمانية، والمقدم في يونيو 1915، إلى أنه في حالة خيارات التقسيم أو مناطق خاضعة، فيجب أن يكون هناك مجال نفوذ بريطاني يشمل فلسطين مع قبول أن هناك مصالح فرنسية وروسية عدا الإسلامية المرتبطة بالقدس والأماكن المقدسة.
التقى جراي بكامبون في 21 أكتوبر 1915 حيث اقترح أن تعين فرنسا ممثلاً لمناقشة الحدود المستقبلية لسوريا لأن بريطانيا ترغب في دعم إنشاء دولة عربية مستقلة. وواجه غراي في هذا الوضع مطالبات متضاربة بين الفرنسيين والشريف حسين وقبل يوم واحد أرسل برقية إلى القاهرة أخبر المفوض السامي أن تكون رسالته القادمة إلى الشريف غامضة قدر الإمكان عند مناقشة الحدود السورية الشمالية الغربية، عن الأراضي التي طالب بها حسين وترك مكماهون «بسلطة تقديرية هذا الأمر لأنه عاجل وليس هناك وقت لمناقشة صيغة دقيقة»، مضيفًا:«إذا كان هناك شيء أكثر دقة من هذا المطلوب فيمكنك تقديمه».
(أ) ترغب فرنسا بتسوية (1) تعوضها عن الإزعاج والخسارة المصاحبة لزعزعة الإمبراطورية العثمانية (2) تحمي موقعها التاريخي والتقليدي في سوريا (3) تؤكد لها فرصة كاملة لتحقيق تطلعاتها الاقتصادية في الشرق الأدنى.

(ب) يشترط العرب (1) الاعتراف بجنسيتهم ، (2) حماية عرقهم من الاضطهاد الأجنبي، (3) فرصة لإعادة تأسيس موقعهم كعامل مساهم في تقدم العالم.

(c) تطلب بريطانيا العظمى (1) أن تضمن موقعها في الخليج العربي، (2) فرصة للإستفادة من بلاد مابين النهرين السفلي، (3) (أ) التواصل التجاري والعسكري بين الخليج العربي والبحر الأبيض المتوسط عن طريق البر، (ب) التأثير في مساحة كافية لتزويد العاملين في الري في بلاد مابين النهرين بالمستشفيات المناسبة والمصحات، وتحتوي على أماكن للتجنيد محلية مناسبة للأغراض الإدارية، (4) للحصول على منشآت تجارية في المنطقة تكون قيد المناقشة.

بناءً على تعليمات من مكتب الحرب في بداية يونيو أُرسل مارك سايكس لمناقشة نتائج اللجنة مع السلطات البريطانية في الشرق الأدنى والأوسط وفي نفس الوقت لدراسة الوضع على الفور. فذهب ايكس إلى أثينا وجاليبولي وصوفيا والقاهرة وعدن ثم القاهرة مرة أخرى ثم إلى الهند. وعاد بعدها إلى البصرة في سبتمبر، ثم ذهب إلى القاهرة مرة ثالثة في نوفمبر (حيث أُطلع على مراسلات مكماهون-حسين) قبل أن يعود إلى بلاده في 8 ديسمبر، حيث قدم تقريره إلى لجنة الحرب في 16 ديسمبر.
وانعقد الاجتماع الأول للجنة المشتركة بين الإدارات البريطانية برئاسة السير آرثر نيكولسون مع فرانسوا جورج بيكو في 23 نوفمبر 1915. حيث أبلغ بيكو لجنة نيكولسون أن فرنسا تطالب بحيازة الأراضي حيث تبدأ جبال طوروس من البحر في قيليقية، ثم تتجه شرقا بحيث تضم ديار بكر والموصل وكربلاء، ومن ثم العودة إلى دير الزور على الفرات ومن هناك جنوبًا على طول الحدود الصحراوية حتى تنتهي على الحدود المصرية. ومع ذلك أضاف بيكو أنه مستعد «لتقديم اقتراح إلى الحكومة الفرنسية لإعطاء الموصل إلى المجمع العربي، إذا تم ذلك في حالة بغداد».
عُقد الاجتماع الثاني في 21 ديسمبر 1915، حيث قال بيكو إنه حصل على إذن للموافقة على إضافة مدن حلب وحماة وحمص ودمشق إلى الحكم العربي وبإدارة العرب. ومع أن الفرنسيين قلصوا مطالبهم نوعا ما، إلا أن البريطانيين ارادوا إضافة لبنان للدولة العربية المستقبلية، وبذا فقد انتهى الاجتماع بطريق مسدود.

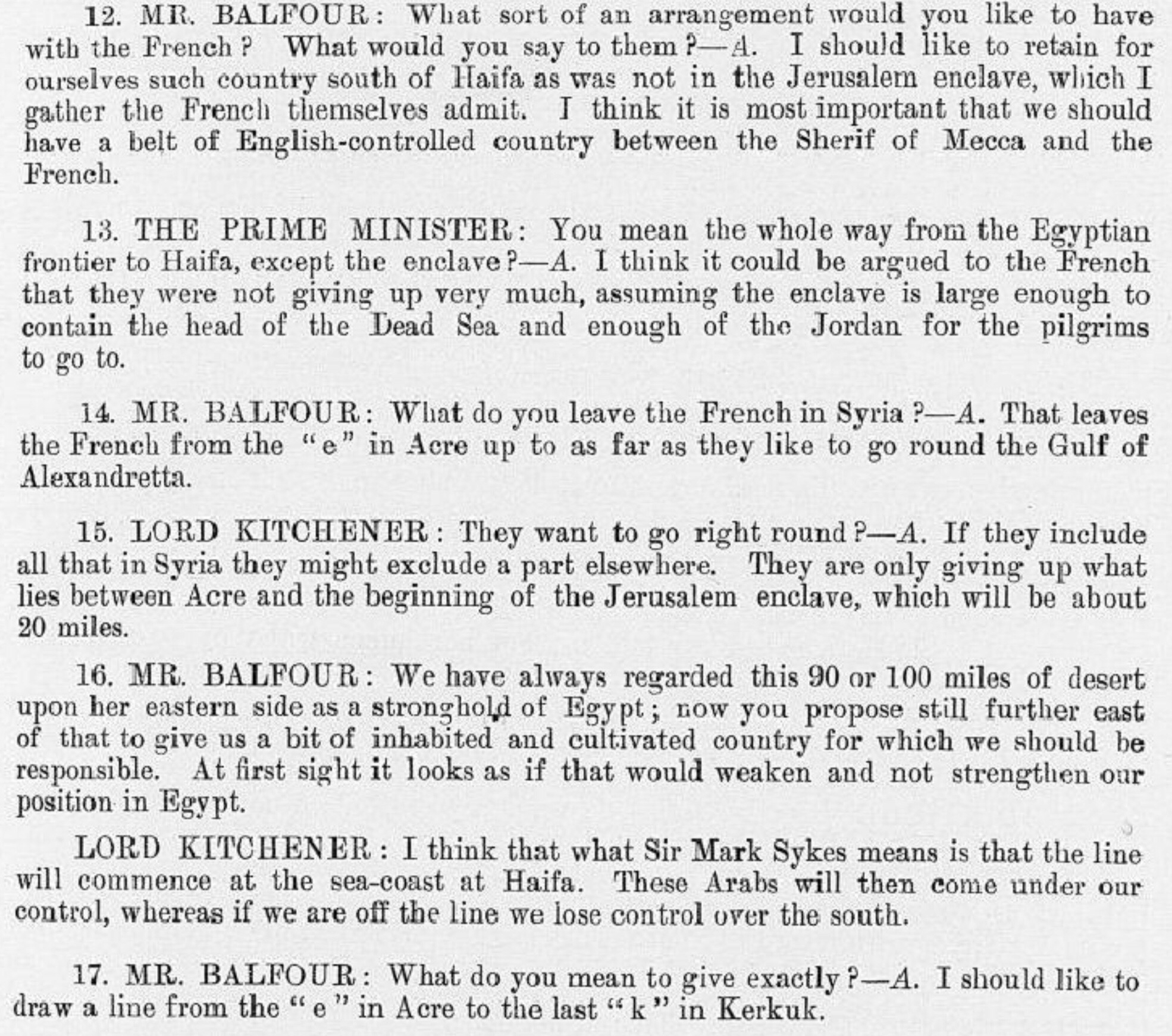
حدد سايكس أهدافه التفاوضية في مقابلة مع لجنة الحرب البريطانية في 17 ديسمبر. وأبدى رغبته في سيطرة بريطانيا على فلسطين (مثل دولة تكون جنوب حيفا)، وخلق «حزام دولة تسيطر عليها بريطانيا» تكون جنوب «خط e في عكا إلى آخر k في كركوك».

وفي يوم الثلاثاء 28 ديسمبر أبلغ مارك سايكس كلايتون بأنه مُنِحَ مفاوضة بيكو. فدخلا الاثنان في مناقشات خاصة شبه يومية على مدار ستة أيام؛ ولكن لا توجد وثائق متوفرة لتلك المناقشات.
في يوم الاثنين الموافق 3 يناير 1916، وافقا على مذكرة مشتركة تحتوي على ما كان سيُعرف باسم اتفاقية سايكس بيكو ووُقِّع عليها بالأحرف الأولى. حيث وافقا على حل وسط بشأن منطقتين أساسيتين مختلف عليها -فقسما ولاية الموصل إلى قسمين على نهر الزاب الصغير، حيث يأخذ الفرنسيون الجزء الشمالي (الموصل وإربيل) والبريطانيون يأخذون الجزء الجنوبي (كركوك والسليمانية)، وتوضع فلسطين تحت «إدارة دولية يُحدد شكلها بعد التشاور مع روسيا، ثم بعدها بالتشاور مع الحلفاء الآخرين، وممثلي شريف مكة».
أحيلت المذكرة إلى وزارة الخارجية وعممت لتقديم أي ملاحظة عليها. وفي 16 يناير أخبر سايكس وزارة الخارجية أنه تحدث إلى بيكو وأنه يعتقد أن باريس ستعطي موافقتها على الإتفاقية. عقد السيد نيكولسون مؤتمر مشترك بين الإدارات في 21 يناير. وبعد الاجتماع عُمِّت مسودة الاتفاقية النهائية على مجلس الوزراء في 2 فبراير، نظرت فيها لجنة الحرب في الجلسة الثالثة وأخيراً في الجلسة الرابعة بين بونار لو وتشامبرلين واللورد كتشنر وغيرهم قررت:
أُبلغ بيكو وبعد خمسة أيام أخبر كامبون نيكولسون أن «الحكومة الفرنسية متفقة مع المقترحات المتعلقة بالقضية العربية». ولاحقا في شهري فبراير ومارس عمل سايكس وبيكو كمستشارين للسيد جورج بوشانان -سفير بريطانيا في الإمبراطورية الروسية- والسفير الفرنسي على التوالي خلال المفاوضات مع سازونوف.

### الاتفاقية البريطانية الفرنسية الروسية الرسمية (أبريل - أكتوبر 1916)
وأخيرا أعطت روسيا موافقتها في 26 أبريل 1916، فأرسل بول كامبون السفير الفرنسي في لندن الشروط النهائية إلى إدوارد جراي وزير الدولة للشؤون الخارجية في 9 مايو 1916، وصادق على رد جراي في 16 مايو 1916.
واحتوت الاتفاقية الرسمية بين بريطانيا وفرنسا وروسيا من أحد عشر خطابًا أدناه.
| الخطابات الإحدى عشر للاتفاقية البريطانية-الفرنسية-الروسية | الخطابات الإحدى عشر للاتفاقية البريطانية-الفرنسية-الروسية | الخطابات الإحدى عشر للاتفاقية البريطانية-الفرنسية-الروسية | الخطابات الإحدى عشر للاتفاقية البريطانية-الفرنسية-الروسية                                                  | الخطابات الإحدى عشر للاتفاقية البريطانية-الفرنسية-الروسية |
| التاريخ                                                   | من                                                        | إلى                                                       | الوصف | الرسالة                                                   |
| --------------------------------------------------------- | --------------------------------------------------------- | --------------------------------------------------------- | --- | --------------------------------------------------------- |
| 26 أبريل 1916                                             | سيرجي سازانوف وزير الخارجية الروسي                        | موريس باليولوج السفير الفرنسي إلى روسيا                   | اتفاق سازانوف–باليولوج الذي أكد موافقة فرنسا على ضم أرمينيا الغربية إلى روسيا                              |                                                           |
| 26 أبريل 1916                                             | باليولوج                                                  | سازانوف                                                   | اتفاق سازانوف–باليولوج الذي أكد موافقة فرنسا على ضم أرمينيا الغربية إلى روسيا                              |                                                           |
| 9 مايو 1916                                               | بول كامبون السفير الفرنسي إلى لندن                        | إدوارد غراي وزير الشؤون الخارجية البريطاني                | الموافقة الفرنسية لاتفاقية سايكس بيكو (هذه الوثيقة هي النسخة الرسمية باللغة الفرنسية لاتفاقية سايكس بيكو)  |                                                           |
| 15 مايو 1916                                              | غراي                                                      | كامبون                                                    | تأكيد متبادل لحماية مصالح بعضهم البعض الموجودة سلفا في المناطق المخصصة.                                    |                                                           |
| 15 مايو 1916                                              | كامبون                                                    | غراي                                                      | تأكيد متبادل لحماية مصالح بعضهم البعض الموجودة سلفا في المناطق المخصصة.                                    |                                                           |
| 16 مايو 1916                                              | غراي                                                      | كامبون                                                    | الاتفاق البريطاني على اتفاقية سايكس بيكو (هذه الوثيقة هي النسخة الرسمية بالإنجليزية من اتفاقية سايكس بيكو) |                                                           |
| 23 مايو 1916                                              | غراي                                                      | بنكندورف                                                  | اقتراح بقبول أنجلو-روسي لاتفاق فرنسي-روسي سازونوف-باليولوج واتفاق سايكس بيكو الإنلكيزي الفرنسي             |                                                           |
| 25 أغسطس 1916                                             | كامبون                                                    | غراي                                                      | استُعيض عن كلمة "حماية" بكلمة "دعم" أمام عبارة "دولة عربية مستقلة""                                         |                                                           |
| 30 أغسطس 1916                                             | روبرت كرو-ملنيس نائب وزير الخارجية البريطاني              | كامبون                                                    | استُعيض عن كلمة "حماية" بكلمة "دعم" أمام عبارة "دولة عربية مستقلة""                                         |                                                           |
| 1 سبتمبر 1916                                             | ألكساندر فون بنكندورف، السفير الروسي إلى لندن             | غراي                                                      | أكد الاتفاق الروسي-البريطاني على اتفاقية سازونوف-باليولوج واتفاقية سايكس بيكو                              |                                                           |
| 23 أكتوبر 1916                                            | غراي                                                      | بنكندورف                                                  | أكد الاتفاق الروسي-البريطاني على اتفاقية سازونوف-باليولوج واتفاقية سايكس بيكو                              |                                                           |

في سلسلة الاتفاقات المبرمة بين فرنسا وروسيا وبريطانيا، تمت الموافقة على المطالب الروسية أولاً: حيث أكدت فرنسا اتفاقها في 26 إبريل وبريطانيا في 23 مايو مع توقيع رسمي في 23 أكتوبر. أُكّد الاتفاق الإنكليزي الفرنسي مع تبادل للرسائل في 9 و16 مايو.

### الاتفاق مع إيطاليا (أبريل – أغسطس 1917)
في اجتماع بإحدى عربات سكك الحديد في سان جان دي موريان في 19 أبريل 1917، تُوُصِّل إلى اتفاق مبدئي بين رئيسي الوزراء البريطاني والفرنسي ديفيد لويد جورج وألكسندر ريبو وبين رئيس الوزراء الإيطالي باولو بوسيللي ووزير خارجيته سيدني سونينو لتسوية مصلحة إيطاليا في الدولة العثمانية - وتحديدا الفقرة 9 من معاهدة لندن. فالحلفاء بحاجة إلى هذا الاتفاق لتأمين موقع للقوات الإيطالية في الشرق الأوسط. والهدف من ذلك هو موازنة انخفاض القوة العسكرية في مسرح الشرق الأوسط في الحرب العظمى بسبب انسحاب القوات الروسية (القيصرية) من حملة القوقاز، بالرغم من استبدالها بما سمي قوات جمهورية الأرمن الديمقراطية. كان من الواضح للإيطاليين أن المنطقة المخصصة لهم قد لاتتخلى عنها الإمبراطورية التركية بسهولة، بحيث اقترح رئيس الوزراء البريطاني صيغة غامضة للتكيف بعد الحرب بحيث لا يكون هناك توازن للمخصصات الفعلية بعد الحرب.
تمت صياغة الاتفاقية والتفاوض بشأنها بين دبلوماسيي تلك الدول خلال الأشهر التالية، ووقعها الحلفاء في الفترة بين 18 أغسطس-26 سبتمبر 1917. لم تكن روسيا ممثلة في هذا الاتفاق لأن النظام القيصري كان في خضم ثورة. وقد استغل البريطانيون عدم موافقة روسيا على اتفاقية سان جان دي موريان في مؤتمر باريس للسلام 1919 لإبطالها، وهو موقف أثار الغضب الشديد للحكومة الإيطالية.

## الجوانب الاقتصادية
أشار أستاذ القانون أنغي في مقدمته بندوة حول موضوع سايكس بيكو سنة 2016 أن الكثير من الاتفاق كان توجيهه بترتيبات تجارية واقتصادية، للوصول إلى الموانئ ومحطات السكك الحديدية. وأشارت لوفي إلى نقطة مماثلة فيما يتعلق بالأقسام من 4 إلى 8 من الاتفاقية، حيث ذكرت إلى ممارسة البريطانيين والفرنسيين «للتطور الاستعماري العثماني كمطلعين» وأن هذه التجربة كانت بمثابة خارطة طريق للمفاوضات التالي من زمن الحرب. بينما سلط الخالدي الضوء على مفاوضات بريطانيا وفرنسا في 1913 و 1914 فيما يتعلق بخط سكة حديد حمص-بغداد إلى جانب اتفاقياتهما مع ألمانيا في مناطق أخرى باعتبارها تضع «أساسًا واضحًا» لمجالات نفوذها اللاحقة بموجب الاتفاقية.
في أطروحة الدكتوراه ناقش جيبسون الدور الذي لعبه النفط في التفكير الاستراتيجي البريطاني في ذلك الوقت ويذكر أن ولاية الموصل هي أكبر حقل نفط محتمل واتفاق فرنسا سنة 1918 على الموافقة على إدراجها في الانتداب العراقي (اتفاق كليمنصو-لويد جورج) مقابل «حصة من النفط والدعم البريطاني في مكان آخر».

## بنود الاتفاقية
- المادة الأولى: إن فرنسا وبريطانيا العظمى مستعدتان أن تعترفا وتحميا دولة عربية برئاسة رئيس عربي في المنطقتين «آ» (داخلية سوريا) و«ب» (داخلية العراق) المبينة في الخريطة الملحقة بهذا الاتفاق. يكون لفرنسا في منطقة (آ) ولإنگلترة في منطقة (ب) حق الأولوية في المشروعات والقروض المحلية، وتنفرد فرنسا في منطقة (آ) وإنكلترا في منطقة (ب) بتقديم المستشارين والموظفين الأجانب بناء على طلب الحكومة العربية أو حلف الحكومات العربية.
- المادة الثانية: يباح لفرنسا في المنطقة الزرقاء (سوريا الساحلية) ولإنگلترة في المنطقة الحمراء (منطقة البصرة) إنشاء ما ترغبان به من شكل الحكم مباشرة أو بالواسطة أو من المراقبة، بعد الاتفاق مع الحكومة أو حلف الحكومات العربية.
- المادة الثالثة: تنشأ إدارة دولية في المنطقة السمراء (فلسطين)، يعين شكلها بعد استشارة روسيا وبالاتفاق مع بقية الحلفاء وممثلي شريف مكة.
- المادة الرابعة: تنال إنگلترة ما يلي:

1. ميناءي حيفا وعكا.
2. يضمن مقدار محدود من مياه دجلة والفرات في المنطقة (آ) للمنطقة (ب)، وتتعهد حكومة جلالة الملك من جهتها بألا تتخلى في أي مفاوضات ما مع دولة أخرى للتنازل عن جزيرة قبرص إلا بعد موافقة الحكومة الفرنسية مقدماً.

- المادة الخامسة: تكون اسكندرونة ميناء حراً لتجارة الإمبراطورية البريطانية، ولا تنشأ معاملات مختلفة في رسوم الميناء، ولا تفرض تسهيلات خاصة للملاحة والبضائع البريطانية. وتباح حرية النقل للبضائع الإنكليزية عن طريق اسكندرونة وسكة الحديد في المنطقة الزرقاء، سواء كانت واردة إلى المنطقة الحمراء أو إلى المنطقتين (آ) و (ب) أو صادرة منهما. ولا تنشأ معاملات مختلفة مباشرة أو غير مباشرة على أي من سكك الحديد أو في أي ميناء من موانئ المناطق المذكورة تمس البضائع والبواخر البريطانية.

تكون حيفا ميناء حراً لتجارة فرنسا ومستعمراتها والبلاد الواقعة تحت حمايتها، ولا يقع اختلاف في المعاملات ولا يرفض إعطاء تسهيلات للملاحة والبضائع الفرنسية، ويكون نقل البضائع حراً بطريق حيفا وعلى سكة الحديد الإنكليزية في المنطقة السمراء (فلسطين)، سواء كانت البضائع صادرة من المنطقة الزرقاء أو الحمراء، أو من المنطقتين (آ) و (ب) أو واردة إليها. ولا يجري أدنى اختلاف في المعاملة بطريق مباشر أو غير مباشر يمس البضائع أو البواخر الفرنسية في أي سكة من سكك الحديد ولا في ميناء من الموانئ المذكورة.
- المادة السادسة: لا تمد سكة حديد بغداد في المنطقة (آ) إلى ما بعد الموصل جنوباً، ولا إلى المنطقة (ب) إلى ما بعد سامراء شمالاً، إلى أن يُنشأ خط حديدي يصل بغداد بحلب ماراً بوادي الفرات، ويكون ذلك بمساعدة الحكومتين.
- المادة السابعة: يحق لبريطانيا العظمى أن تنشئ وتدير وتكون المالكة الوحيد لخط حديدي يصل حيفا بالمنطقة (ب)، ويكون لها ما عدا ذلك حق دائم بنقل الجنود في أي وقت كان على طول هذا الخط. ويجب أن يكون معلوماً لدى الحكومتين أن هذا الخط يجب أن يسهل اتصال حيفا ببغداد، وأنه إذا حالت دون إنشاء خط الاتصال في المنطقة السمراء مصاعب فنية أو نفقات وافرة لإدارته تجعل إنشاءه متعذراً، فإن الحكومة الفرنسية تسمح بمروره في طريق بربورة- أم قيس- ملقا- إيدار- غسطا- مغاير إلى أن يصل إلى المنطقة (ب).
- المادة الثامنة: تبقى تعريفة الجمارك التركية نافذة عشرين سنة في جميع جهات المنطقتين الزرقاء والحمراء في المنطقتين (آ) و (ب)، فلا تضاف أية علاوة على الرسوم، ولا تبدل قاعدة التثمين في الرسوم بقاعدة أخذ العين، إلا أن يكون باتفاق بين الحكومتين. ولا تنشأ جمارك داخلية بين أي منطقة وأخرى في المناطق المذكورة أعلاه، وما يفرض من رسوم جمركية على البضائع المرسلة يدفع في الميناء ويعطى لإدارة المنطقة المرسلة إليها البضائع.
- المادة التاسعة: من المتفق عليه أن الحكومة الفرنسية لا تجري مفاوضة في أي وقت للتنازل عن حقوقها، ولا تعطي ما لها من الحقوق في المنطقة الزرقاء لدولة أخرى سوى للدولة أو لحلف الدول العربية، بدون أن توافق على ذلك مقدماً حكومة جلالة الملك التي تتعهد بمثل ذلك للحكومة الفرنسية في المنطقة الحمراء.
- المادة العاشرة: تتفق الحكومتان الإنگليزية والفرنسية، بصفتهما حاميتين للدولة العربية، على أن لا تمتلكا ولا تسمحا لدولة ثالثة أن تمتلك أقطاراً في شبه جزيرة العرب، أو تنشئ قاعدة بحرية على ساحل البحر المتوسط الشرقي، على أن هذا لا يمنع تصحيحاً في حدود عدن قد يصبح ضرورياً بسبب عداء الترك الأخير.
- المادة الحادية عشرة: تستمر المفاوضات مع العرب باسم الحكومتين بالطرق السابقة نفسها لتعيين حدود الدولة أو حلف الدول العربية.
- المادة الثانية عشرة: من المتفق عليه ما عدا ذكره أن تنظر الحكومتان في الوسائل اللازمة لمراقبة جلب السلاح إلى البلاد العربية.[بحاجة لمصدر]

## التطبيق

### سوريا وفلسطين والمنطقة العربية

#### حكومة أسكويث (1916)

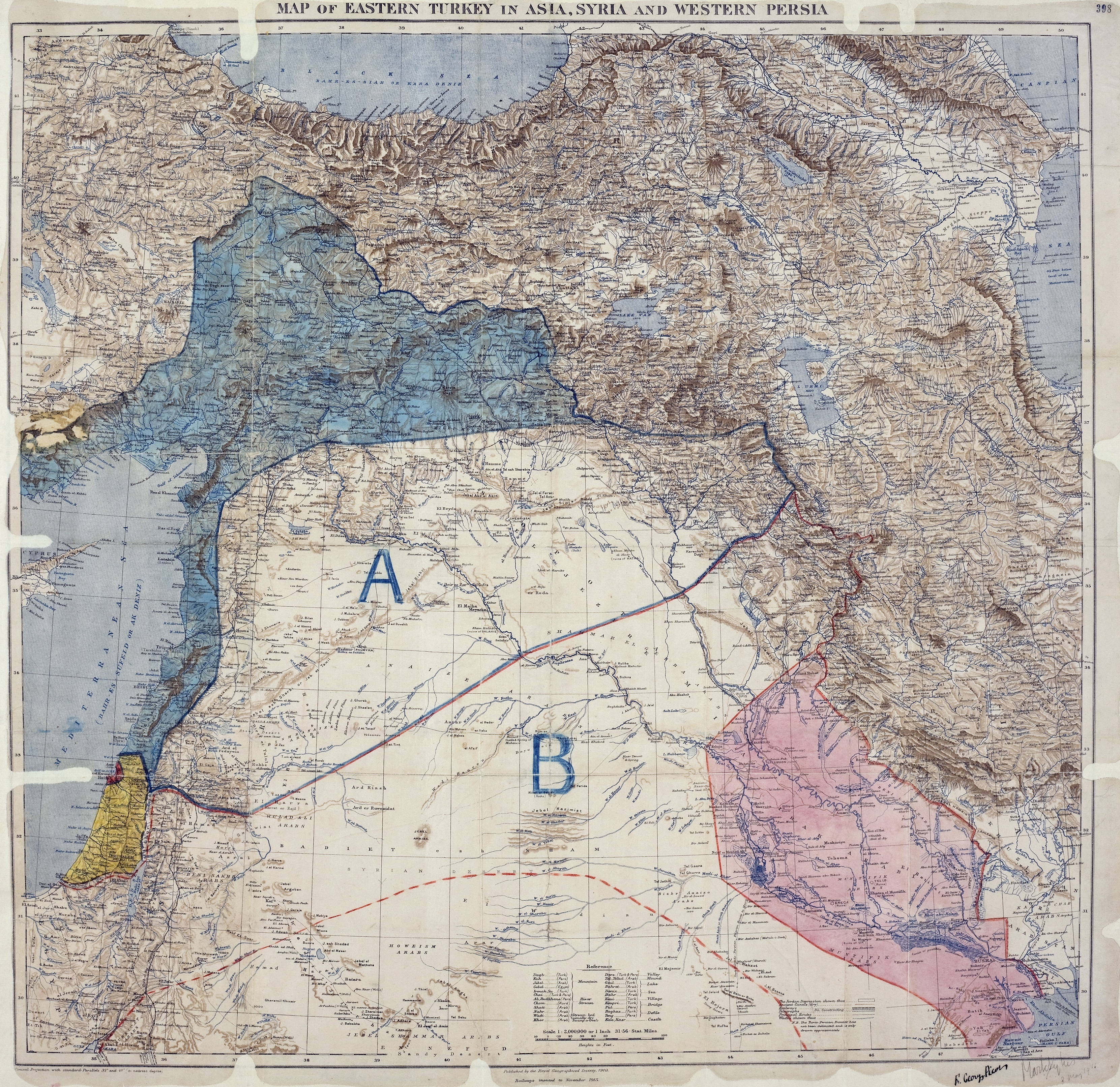
خريطة إتفاق سايكس بيكو. كانت مرفقة ضمن رسالة بول كامبون إلى السير إدوارد غراي، 9 مايو 1916.

ناشد الشريف حسين في رسالة مؤرخة 18 فبراير 1916 مكماهون اعطائه 50,000 جنيه إسترليني من الذهب والذخيرة والأسلحة التي زعم فيها أن فيصل ينتظر وصول مالا يقل عن 100,000 شخص" للثورة المخططة، وأكد مكماهون في رده يوم 10 مارس 1916 على الاتفاق البريطاني للطلبات وماختتمت به الرسائل العشرة بينهما. وكانت هناك مناقشات شهري أبريل ومايو بدأها سايكس حول مزايا عقد اجتماع يجمع بيكو والعرب لربط رغبات كلا الجانبين. وفي الوقت نفسه عُوملت اللوجيستيات المتعلقة بالثورة الموعودة وبدأ صبرهم بالنفاد لاستعجالهم للشريف حسين البدء بثورته. وأخيرًا في نهاية أبريل أُخطِر مكماهون بشروط سايكس بيكو ووافق هو وغراي على أنه لن يُكشتف عنها للعرب:57–60.
بدأ الشريف بثورته رسمياً في مكة يوم 10 يونيو 1916 على الرغم من أن ولديه علي وفصل قد بدأوا بالفعل عمليات في المدينة المنورة منذ 5 يونيو. وقد قدم الشريف توقيته، ووفقًا للقاهرة:«لم نكن نحن ولا هو مستعدون على الإطلاق في أوائل يونيو 1916، وكانت هناك صعوبة كبيرة في توفير الحد الأدنى بما يكفي من المساعدات المادية وان يعملا معا في تلك الصعوبات لضمان النجاح الأولي.»
أرسلت فرنسا بعثة عسكرية برئاسة العقيد إدوارد بريمون إلى الجزيرة العربية في سبتمبر 1916. وحسب القاهرة كان بريمون ينوي احتواء التمرد حتى لايهدد العرب أي شكل من الأشكال المصالح الفرنسية في سوريا. ولم يتطرق إلى تلك المخاوف في لندن، حيث كان الاعتقاد أن التعاون البريطاني الفرنسي أساسي وأدركت القاهرة ذلك. (أُبلغ ونجت المندوب السامي في أواخر نوفمبر «أنه من المرغوب فيه إقناع مرؤوسيك بالحاجة إلى تعاون أكثر ولاءً مع الفرنسيين الذين لاتشك حكومة صاحب الجلالة في وجود خطط خفية في الحجاز».
وبنهاية سنة 1916 عهدت حكومة أسكويث التي كانت تتعرض لضغوط وانتقادات متزايدة بسبب سلوكها في الحرب في 6 ديسمبر إلى ديفيد لويد جورج الذي كان ينتقد المجهود الحربي ليخلف كتشنر بعد وفاته المفاجئة في يونيو ليصبح وزير الدولة لشؤون الحرب. أراد لويد جورج أن يجعل تدمير الدولة العثمانية هدفًا رئيسيًا للحرب البريطانية، وبعد يومين من توليه المنصب أخبر روبرتسون أنه يريد انتصارًا كبيرًا، ويفضل الاستيلاء على القدس لإقناع الرأي العام البريطاني:119–120. وكانت قوة التجريدة المصرية EEF في ذلك الوقت في وضع دفاعي على الطرف الشرقي من سيناء في العريش و15 ميلًا من حدود فلسطين العثمانية. استشار لويد جورج في الحال خزانة الحرب التابعة له حول حملة أخرى في فلسطين عندما أُمّن العريش. أدى ضغوطات لويد جورج (بسبب تحفظات رئيس الأركان العامة) إلى الاستيلاء على رفح ووصول القوات البريطانية إلى حدود الدولة العثمانية:47–49.

#### حكومة لويد جورج (1917-ومابعدها)
أنشأ لويد جورج مجلس حرب مصغر ضم فيها معه كلا من لورد كرزون وألفريد ميلنر وبونار لو وآرثر هندرسون؛ وأصبح موريس هانكي سكرتيرا مع سايكس وأورمسبي-غور. على الرغم من أن آرثر بلفور حل محل غراي وزيراً للخارجية، إلا أن استبعاده من مجلس وزارة الحرب والموقف الناشط لأعضائه أضعف من تأثيره على السياسة الخارجية.
اختار الفرنسيون بيكو ليكون المفوض السامي الفرنسي للأراضي المحتلة في سوريا وفلسطين. وعين البريطانيون سايكس رئيس المسؤولين السياسيين لقوة التجريدة المصرية. وفي 3 أبريل 1917 التقى سايكس مع لويد جورج وكورزون وهانكي لتلقي التعليمات في هذا الصدد، أي الحفاظ على الجانب الفرنسي مع الضغط من أجل جعل فلسطين بريطانية. بدأ سايكس اولا بزيارة الحجاز في أوائل مايو ثم بيكو وسايكس معا في وقت لاحق من شهر مايو لمناقشة الاتفاق مع فيصل وحسين:166. أُقنع حسين بالموافقة على صيغة تفيد بأن الفرنسيين سوف يتبعون نفس السياسة في سوريا مثل البريطانيين في بغداد؛ وبما أن حسين كان اعتقاده أن بغداد ستكون جزءًا من الدولة العربية، فإن ذلك قد جعله يرضيه. أعربت تقارير لاحقة من المشاركين عن شكوكهم حول الطبيعة الدقيقة للمناقشات والدرجة التي أُطلع بها حسين بالفعل على شروط سايكس بيكو.
أدت مشاركة إيطاليا في الحرب حسب معاهدة لندن إلى اتفاقية سانت جان دي مورين في أبريل 1917؛ في هذا المؤتمر أثار لويد جورج مسألة محمية بريطانية لفلسطين، فاستقبل الفرنسيين والإيطاليين تلك الفكرة ببرود شديد. فاستعرض مجلس الحرب المصغر هذا المؤتمر في 25 أبريل، ومال إلى الرأي القائل بأنه عاجلاً أم آجلاً قد يتعين إعادة النظر في اتفاقية سايكس بيكو... ولكن لا ينبغي اتخاذ أي إجراء في هذا الشأن حاليا.
وخلال اللقاءات مع حسين أخطر سايكس إلى لندن أن «مهمة فرنسا العسكرية ستزال عاجلاً من الحجاز» ومن ثم أمر اللورد بيرتي بأن يطلب ذلك من الفرنسيين على أساس أن المهمة كانت معادية للقضية العربية والتي «لا يمكن إلا أن يمس علاقات الحلفاء والسياسة في الحجاز وقد تؤثر على مستقبل العلاقات الفرنسية مع العرب». بعد الرد الفرنسي في 31 مايو 1917 كتب ويليام أورمسبي غور:
في علامة أخرى على استياء بريطانيا من الإتفاقية، صاغ سايكس في أغسطس «مذكرة بشأن اتفاقية آسيا الصغرى» التي كانت بمثابة دعوة إلى إعادة التفاوض بشأنها، بأنه سيوضح للفرنسيين أنهم «فليحسنوا- وهذا للقول إنه إذا لم يتمكنوا من بذل جهد عسكري متوافق مع سياستهم، فعليهم تعديل سياستهم». بعد العديد من المناقشات، توجه سايكس إلى إبرام اتفاق مع بيكو أو ملحق لاتفاقية سايكس بيكو "Projet d'Arrangement" الذي يغطي «الوضع المستقبلي للحجاز والجزيرة العربية» وقد تحقق ذلك بحلول نهاية سبتمبر. ولكن بحلول نهاية العام لم تصادق الحكومة الفرنسية على الاتفاقية.
أصدر إعلان بلفور إلى جانب مطالبته بفلسطين خلال تلك الفترة يوم 2 نوفمبر، ودخل البريطانيون القدس في 9 ديسمبر، وبعد يومين دخلها اللنبي مشيا على الأقدام يرافقه ممثلو المفرزة الفرنسية والإيطالية.

#### بعد انكشاف بنود الاتفاقية (1917–1918)

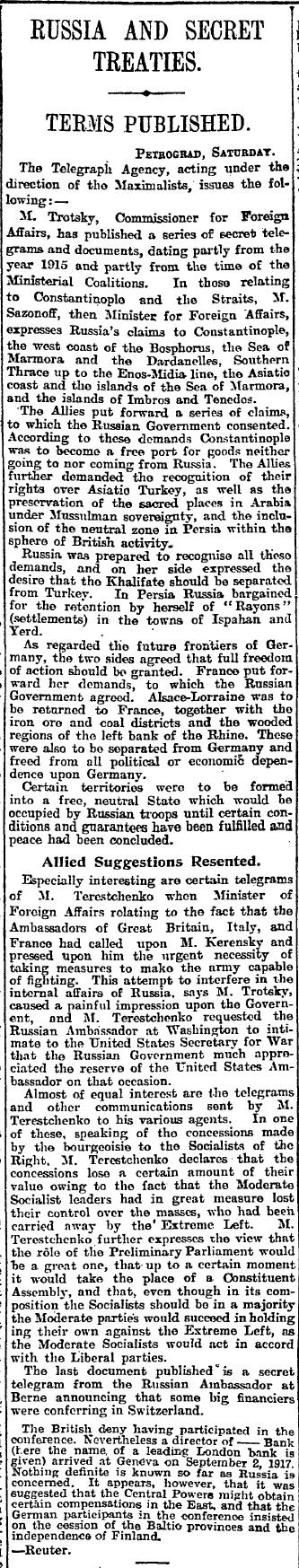
مقتطف من صحيفة غارديان مانشيستر يوم الاثنين 26 نوفمبر 1917، كانت هذه أول إشارة باللغة الإنجليزية لماأصبح يعرف باسم اتفاقية سايكس بيكو.

في أعقاب الثورة البلشفية رُفِضت مطالب الروس بأراضي من الدولة العثمانية، فأصدر البلاشفة نسخة من اتفاقية سايكس بيكو (وكذلك المعاهدات الأخرى)، فكشفوا النصوص الكاملة في صحف ازفستيا وبرافدا في 23 نوفمبر 1917؛ وبعدها بعدة أيام طبعت غارديان مانشيستر النصوص في 26 نوفمبر 1917. تسبب هذا بالحرج الشديد للحلفاء، وازداد انعدام الثقة بينهم وبين العرب. ومع أن الصهاينة قد أكدوا تفاصيل الاتفاقية مع الحكومة البريطانية في وقت سابق من أبريل. وقد رفض ويلسون جميع الاتفاقات السرية التي تُوُصِّل إليها بين الحلفاء وعزز الدبلوماسية المفتوحة وكذلك الأفكار حول تقرير المصير. وفي 22 نوفمبر 1917 وجه ليون تروتسكي مذكرة إلى السفراء في بتروغراد «تحتوي على مقترحات لهدنة وسلام ديمقراطي دون ضم وبدون تعويضات بناءً على مبدأ استقلال الأمم وحقهم في تحديد طبيعة التنمية الخاصة بهم بأنفسهم». وبعدها بشهر بدأت مفاوضات السلام مع تحالف الرباعي -ألمانيا والنمسا-المجر وبلغاريا وتركيا- في بريست ليتوفسك. وقد رد الكونت سيرنين نيابة عن التحالف الرباعي في 25 ديسمبر: أن مسألة ولاء الدولة للمجموعات الوطنية التي لا تتمتع باستقلال الدولة يجب حلها عن طريق كل دولة مع شعوبها حلًا مستقلًا دستوريًا، وأن يشكل حق الأقليات جزءًا أساسيًا من الحق الدستوري للشعوب في تقرير المصير.
بدوره ألقى لويد جورج خطابًا حول أهداف الحرب في 5 يناير، بما في ذلك إشارات إلى حق تقرير المصير وموافقة المحكومين وكذلك المعاهدات السرية والظروف المتغيرة فيما يتعلق بها. بعد ثلاثة أيام تميز ويلسون بمبادئه الأربعة عشر، والثاني عشر هو أن «ضمان سيادة الأجزاء التركية وإعطاء الشعوب الأخرى غير التركية التي تخضع لها حق تقرير المصير».
وفي 23 ديسمبر 1917 ألقى سايكس (الذي أُرسل إلى فرنسا في منتصف ديسمبر لمعرفة ماكان يحدث مع ملحق الاتفاق «Projet d'Arrangement») وممثل وزارة الخارجية الفرنسية خطابات عامة أمام المؤتمر السوري المركزي في باريس بشأن الشعوب غير التركية في الدولة العثمانية، بما فيها القدس الذين احتلوها بالتو. صرح سايكس بأن الحقيقة المتمثلة في استقلال الحجاز جعلت من المستحيل تقريبًا رفض الحكم الذاتي الفعال والحقيقي لسوريا. ومع ذلك سجلت المحاضر أيضًا أن العرب السوريين في مصر لم يكونوا راضين بالتطورات وغابوا عن بيان أكثر وضوحًا وأقل غموضًا فيما يتعلق بمستقبل سوريا والعراق، مما سيخسر الحلفاء وملك الحجاز الكثير من الدعم العربي.
كان سايكس هو من كتب رسالة هوغارث، وهي رسالة سرية من يناير 1918 إلى حسين عقب طلبه للحصول على تفسير وعد بلفور. وكانت رسالة الباسيت أيضا رسالة سرية بتاريخ 8 فبراير 1918 من الحكومة البريطانية إلى الشريف حسين عقب طلبه شرح لاتفاقية سايكس بيكو.
أثر فشل مشروع ملحق الاتفاق Projet d'Arrangement تأثيرا سيئا على سايكس ومتابعته لشكوك الشريف حسين حول تفسيراته لـ سايكس-بيكو في العام السابق. مما أضعف مصداقيته في شؤون الشرق الأوسط طوال 1918. ومع ذلك (وبناء على طلبه الخاص يتصرف الآن مستشارا للشؤون العربية والفلسطينية في وزارة الخارجية) واصل انتقاده لـ سايكس-بيكو. حيث قلل يوم 16 فبراير من أن «الاتفاق الإنلكيزي الفرنسي لسنة 1916 فيما يتعلق بآسيا الصغرى يجب أن يُعاد النظر فيه» ثم في 3 مارس في كتابه إلى كلايتون:«لا يمكن اعتبار الشروط المتعلقة بالمناطق الحمراء والزرقاء مناقضة تمامًا لروح كل خطاب وزاري أُجري خلال الأشهر الثلاثة الأخيرة».
في 28 مارس 1918 انعقد الاجتماع اللجنة الشرقية الأول المشكل حديثًا برئاسة كرزون.
في مايو أخبر كلايتون بلفور أن بيكو رد حول مقترح بأن الاتفاقية كانت موضع نقاش قائلا: سمحت بإجراء مراجعة كبيرة في ضوء التغييرات التي حدثت في الموقف منذ وضع الاتفاق"، لكنها مع ذلك رأى أن "الاتفاق يمضي مهما كان السعر".
أصدر البريطانيون إعلان إلى السبعة في 16 يونيو، وهو أول إعلان بريطاني للعرب من خلال تعزيز مبدأ تقرير مصير الأوطان.
وفي 30 سبتمبر 1918 أعلن الثوار العرب من دمشق حكومة موالية لشريف مكة. وأعُلن ملكًا للعرب على يد علماء الدين وغيرهم من الشخصيات البارزة في مكة.
دخلت الجيوش العربية والبريطانية دمشق في 1 أكتوبر 1918 وفي 3 أكتوبر 1918 عُيِّن علي رضا الركابي حاكمًا عسكريًا لما سمي إدارة أراضي العدو المحتلة الشرقية. ودخل فيصل بن الحسين دمشق في 4 أكتوبر وعين الركابي رئيسًا لمجلس الزعماء (أي رئيس الوزراء) في سوريا.
في 5 أكتوبر وبإذن من اللنبي أعلن فيصل إنشاء حكومة دستورية عربية مستقلة تمامًا. وأعلن أنها ستكون حكومة تقوم على العدالة والمساواة لجميع العرب بغض النظر عن الدين.
تعهد الإعلان الإنلكيزي الفرنسي الصادر في نوفمبر 1918 بأن بريطانيا العظمى وفرنسا «ستساعدان في إنشاء حكومات وإدارات محلية في سوريا والعراق العثمانيين» من خلال «تشكيل حكومات وإدارات وطنية تستمد سلطتها من الممارسة الحرة للمبادرة واختيار السكان الأصليين». وافق الفرنسيون على مضض على إصدار الإعلان بإصرار من البريطانيين. تكشف محاضر اجتماع مجلس وزراء الحرب البريطاني أن البريطانيين قد استشهدوا بقوانين الاحتلال والاحتلال العسكري لتجنب تقاسم الإدارة مع الفرنسيين في ظل نظام مدني. شدد البريطانيون على أن شروط الإعلان الإنلكيزي الفرنسي قد حلت محل اتفاقية سايكس بيكو من أجل تبرير مفاوضات جديدة حول تخصيص أراضي سوريا وبلاد ما بين النهرين وفلسطين.
قال جورج كرزون إن القوى العظمى ما زالت ملتزمة باتفاقيات التنظيم القانوني المتعلق بالحكم وعدم التدخل في شؤون الطوائف المارونية والمسيحية الأرثوذكسية والدرزية والمسلمة، وفيما يتعلق بولاية بيروت في يونيو 1861 وسبتمبر 1864. وأضاف أن الحقوق الممنوحة لفرنسا في ماهو اليوم سوريا الحديثة وأجزاء من تركيا في عهد سايكس بيكو متضاربة مع هذا الاتفاق.

##### تعديل الموصل وفلسطين

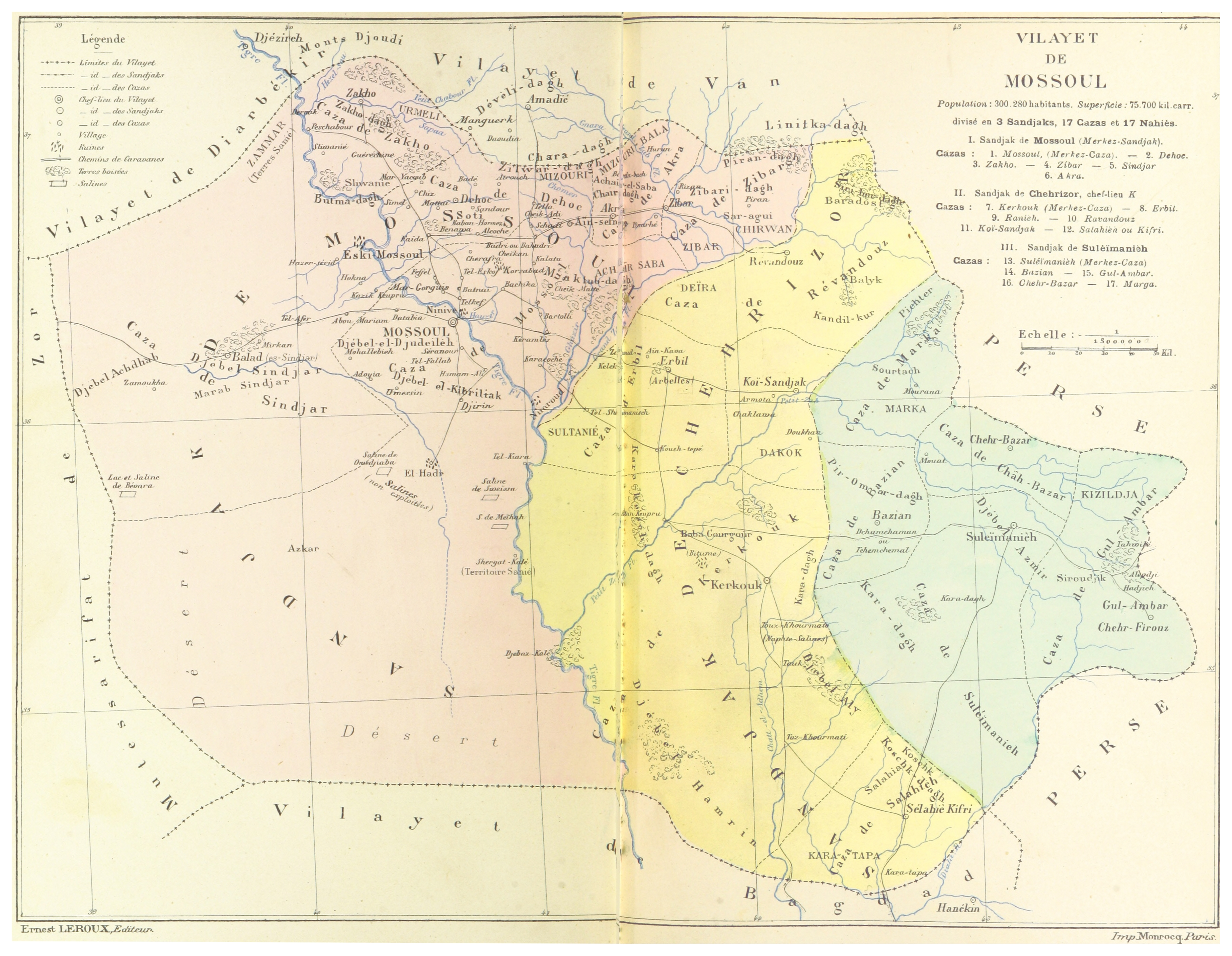
ولاية الموصل سنة 1892

وقعت الدولة العثمانية بتاريخ 30 أكتوبر 1918 على هدنة مودروس. فاحتل البريطانيون ولاية الموصل يوم 2 نوفمبر فاندلع النزاع الإقليمي المعروف باسم مشكلة الموصل.
وفي يوم الأحد 1 ديسمبر عقد لويد جورج وكليمينسو اجتماعًا خاصًا وغير موثق في السفارة الفرنسية بلندن حيث سلم الأخير مطالب فرنسا بالموصل (المدينة وجنوب الزاب الصغير) ومعها فلسطين الممنوحة لهم حسب اتفاقية سايكس بيكو. على الرغم من أن لويد جورج وآخرون قد أشاروا إلى أنه لم يُعطوا أي شيء بالمقابل، وفقًا لإيان روتلد وجيمس بار فقد وعد لويد جورج بدعم مطلب واحد على الأقل أو ربما جميع مطالب الفرنسية بالرور، وعندما يبدأ إنتاج النفط في الموصل ستنال فرنسا على حصة وسيُحافظ على الاتفاقية فيما يتعلق بسوريا.

#### مؤتمر باريس للسلام 1919
اجتمعت اللجنة الشرقية [الإنجليزية] تسع مرات في نوفمبر وديسمبر لصياغة مجموعة من القرارات بشأن السياسة البريطانية لصالح مفاوضيها. وقد أعد مجلس الوزراء في 21 أكتوبر مختصر موجز السلام في مذكرة سميت «مذكرة P» ليستخدمها مندوبيها في مؤتمر السلام. واحتوت الصفحة 4 من المذكرة P على استنتاجات اللجنة الشرقية بإلغاء سايكس بيكو ودعم العرب في مطالبتهم بدولة عاصمتها دمشق (بما يتوافق مع مراسلات مكماهون-حسين).
في مؤتمر السلام الذي افتتح رسمياً في 18 يناير وافق الأربعة الكبار -كان في البداية «مجلس العشرة» الذي ضم مندوبان من بريطانيا وفرنسا والولايات المتحدة وإيطاليا واليابان- في 30 يناير على الخطوط العريضة لنظام الانتداب (وتتكون من ثلاثة مستويات) ليصبح لاحقا المادة 22 من ميثاق عصبة الأمم. ثم يقرر الأربعة الكبار بعدها أي المجتمعات والظروف التي ستخضع للانتداب.
أوضحت المحاضر التي كتبت خلال اجتماع الأربعة الكبار في باريس في 20 مارس 1919 وحضره وودرو ويلسون وجورج كليمنصو وفيتوريو إمانويلي أورلاندو وكذلك لويد جورج وآرثر بلفور وجهات النظر البريطانية والفرنسية فيما يتعلق بالاتفاق. كان هذا هو الموضوع الأول الذي طُرح خلال مناقشة سوريا وتركيا، والذي أضحى محور كل النقاشات التالية.
تمت قراءة الإعلان الإنلكيزي الفرنسي في محاضر المؤتمر، حيث علق بيتشون أنه أظهر الموقف النزيه للحكومتين فيما يتعلق بالعرب، وذكر لويد جورج بأنه «أكثر أهمية من جميع الاتفاقات السابقة». وذهب بيتشون إلى ذكر خطة الاتفاق المقترحة في 15 فبراير بناءً على الاتفاق الخاص بين كليمنصو ولويد جورج في ديسمبر الماضي. (وفقًا للكاتب ليشاوت: فقبل أن يقدم فيصل عرضه إلى المؤتمر في السادس من الشهر، كان كليمنصو قد سلم لويد جورج اقتراحًا غطى نفس الموضوع؛ وقد قام ليشاوت بالوصول إلى المواضيع البريطانية المرتبطة بتاريخ 6 من الشهر إلا أن التاريخ في المحاضر لم يكن موجودا).)
في المناقشات اللاحقة، دعمت فرنسا مطالبتها بسوريا أو انتدابها، بينما سعى البريطانيون إلى اقتطاع المناطق العربية في المنطقتين A و B بحجة أن فرنسا قبلت ضمنيًا مثل تلك الترتيبات مع أن البريطانيين هم الذين دخلوا في ترتيباتهم مع العرب. ثم تدخل ويلسون وشدد على مبدأ موافقة المحكومين سواء كانت سوريا أو العراق، بأنه يعتقد أن تلك القضايا تتعلق بالسلام العالمي وليست مسألة بين فرنسا وبريطانيا. واقترح تشكيل لجنة مشتركة بين الحلفاء وإرسالها لمعرفة رغبات السكان المحليين في المنطقة. اختتمت المناقشة بموافقة ويلسون على صياغة اختصاصات للجنة.
غادر فيصل عائدا إلى الشرق يوم 21 أبريل. وقبيل مغادرته أرسل إليه كليمنصو في 17 أبريل مسودة رسالة أعلن فيها أن الحكومة الفرنسية تعترف "بحق سوريا في الاستقلال بشكل اتحاد من حكومات مستقلة ذاتياً بالتوافق مع تقاليد ورغبات السكان"، وادعى كليمنصو أن فيصل اقر "بأن فرنسا هي الدولة المؤهلة لتقديم المساعدة إلى سوريا من مختلف المستشارين الضروريين لإدخال النظام وتحقيق التقدم الذي يطالب به السكان السوريون" وفي 20 أبريل أكد فيصل لكليمنصو أنه أعجب بشدة من الود النزيه لبياناتك لي أثناء وجودي في باريس، ويجب أن أشكرك لأنك كنت أول من اقترح إرسال اللجنة المشتركة بين الحلفاء، والتي سترحل قريبًا إلى الشرق للتحقق من رغبات السكان المحليين فيما يتعلق بالتنظيم المستقبلي لبلدهم. أنا متأكد من أن الشعب السوري سيعرف كيف يظهر لك امتنانه".
في تلك الأثناء استمر التحوط بين الفرنسيين والبريطانيين فيما يتعلق بالتخلص من القوات حتى نهاية شهر مايو، حيث واصل الفرنسيون الضغط من أجل ازاحة القوات البريطانية في سوريا ووضع القوات الفرنسية مكانها وسط جدل حول دقة الحدود جغرافية عمومًا. وبعد الاجتماع في 21 كتب لويد جورج إلى كليمنصو مبلغا إياه بإلغاء اتفاقية سان ريمو النفطية (التي تمت الموافقة على نسخة منقحة منها في نهاية أبريل) بدعوى أنه لم يكن يعرف عنها شيئًا ولا يريد أن تصبح قضية، في حين ذكر كليمنصو أنها لم تكن موضوعا لأي نقاش. وكانت هناك أيضًا نقاشات في الاجتماع الخاص بين كليمنصو ولويد جورج في ديسمبر الماضي حول النقاط التي أتُفِق عليها بالتحديد.
انعقد المؤتمر السوري العام في مايو 1919 للنظر في مستقبل سوريا الكبرى وتقديم وجهات نظر عربية واردة في قرار 2 يوليو إلى لجنة كينغ - كراين الأمريكية التي وصلت سوريا في يونيو 1919 لاستطلاع الرأي العام المحلي حول مستقبل البلاد. وبعد العديد من التقلبات الغارقة في الارتباك والمؤامرة:"كانت لدى لويد جورج أفكار أخرى..."، رفض الفرنسيون والبريطانيون المشاركة وغيرها.
وفي 28 يونيو وقعت ألمانيا معاهدة السلام. ومع مغادرة ويلسون ولويد جورج من باريس، أضحت مسألة تركيا / سوريا قد علقت فعليًا.
في 15 سبتمبر سلّم البريطانيون مذكرة المساعدة (تمت مناقشتها على انفراد قبلها بيومين بين لويد جورج وكليمنسو) حيث كان البريطانيون يسحبون قواتهم إلى فلسطين والعراق ويسلمون دمشق وحمص وحماة وحلب لقوات فيصل. بينما اصر كليمنصو على اتفاقية سايكس بيكو بأنها أس لجميع المناقشات.
في 18 سبتمبر وصل فيصل إلى لندن. وفي اليوم التالي وحتى 23 من الشهر ذاته، عقد اجتماعات مطولة مع لويد جورج الذي شرح له عن مذكرة المساعدة والموقف البريطاني. أوضح لويد جورج أنه "في موقع رجل ورث مجموعتين من الارتباطات، تلك للملك حسين وتلك الخاصة بالفرنسيين"، وأشار فيصل إلى أن الترتيب يبدو أنه استند إلى اتفاق 1916 بين بريطانيا وفرنسا". ورفض كليمنصو في رده على مذكرة المساعدة التحرك عن سوريا وقال إن الأمر يجب أن يترك للفرنسيين للتعامل مباشرة مع فيصل.
وصل فيصل إلى باريس في 20 أكتوبر 1919 ثم في 6 يناير 1920، حيث قبل الانتداب الفرنسي لكل سوريا، بالمقابل وافقت فرنسا على تشكيل دولة عربية ضمت دمشق وحمص وحماة وحلب، ويحكمها الأمير بمساعدة مستشارين فرنسيين (اعتراف بحق السوريين في الاتحاد لحكم أنفسهم كدولة مستقلة). في غضون ذلك انسحبت القوات البريطانية من دمشق يوم 26 نوفمبر.
عاد فيصل إلى دمشق في 16 يناير وتولى ميلران مهام منصبه بعد كليمنصو في 20 يناير. أعلن المؤتمر الوطني السوري في دمشق عن دولة سورية مستقلة في 8 مارس 1920. وتحوي الدولة الجديدة أجزاء من سوريا وفلسطين وشمال العراق. وأعلن فيصل ملكا على الدولة. في نفس الوقت أعلن أخوه الأمير زيد وصيا على العراق.
في أبريل 1920 سلّم مؤتمر سان ريمو إلى فرنسا انتداب على سوريا من الدرجة الأولى، والعراق وفلسطين إلى بريطانيا. صادق المؤتمر نفسه على اتفاقية نفط تُوُصِّل إليها في مؤتمر لندن [الإنجليزية] في 12 فبراير بناءً على نسخة مختلفة قليلاً من اتفاقية النفط التي وُقّعت مسبقًا في لندن في 21 ديسمبر.
قررت فرنسا أن تحكم سوريا حكما مباشرا، فاتخذت إجراءات لفرض الانتداب الفرنسي على سوريا قبل قبولها شروط عصبة الأمم. فأصدر الفرنسيون إنذارًا ثم تدخلوا عسكريًا في معركة ميسلون في يونيو 1920. وأطاحوا بالحكومة العربية وطردوا الملك فيصل من دمشق في أغسطس 1920. كما عينت بريطانيا مفوضًا ساميًا وأنشأت نظامًا إلزاميًا خاصًا بها في فلسطين، وأيضا دون الانتظار للحصول على موافقة عصبة الأمم أو حتى الحصول على تنازل رسمي للإقليم من تركيا حكام المنطقة السابقين.

### العراق والخليج العربي
في نوفمبر 1914 احتل البريطانيون البصرة. ووفقًا لتقرير لجنة دي بونسن عُرِّفت المصالح البريطانية في العراق بأنها الحاجة لحماية جناح الهند الغربي وحماية المصالح التجارية بما فيها النفط. أصبح البريطانيون قلقين أيضًا بشأن سكة حديد برلين-بغداد. على الرغم من أنه لم يُصادق عليه، وأيضا قام البريطانيون بالتوقيع على المعاهدة الأنجلو-عثمانية لعام 1913.
دخل البريطانيون بغداد خلال حملة بلاد الرافدين في 11 مارس 1917، وعلى الرغم من توقيعهم على هدنة مودروس في 30 أكتوبر 1918 إلا أنهم واصلوا تقدمهم ودخلوا الموصل في 2 نوفمبر. بعد منح بريطانيا الانتداب على العراق في سان ريمو، واجه البريطانيون ثورة عراقية ضدهم من يوليو وحتى فبراير 1921، بالإضافة إلى تمرد كردي في شمال العراق. ولتهدئة ذلك تقرر تثبيت فيصل ملكا على العراق بعد مؤتمر القاهرة.

### الأكراد والآشوريون

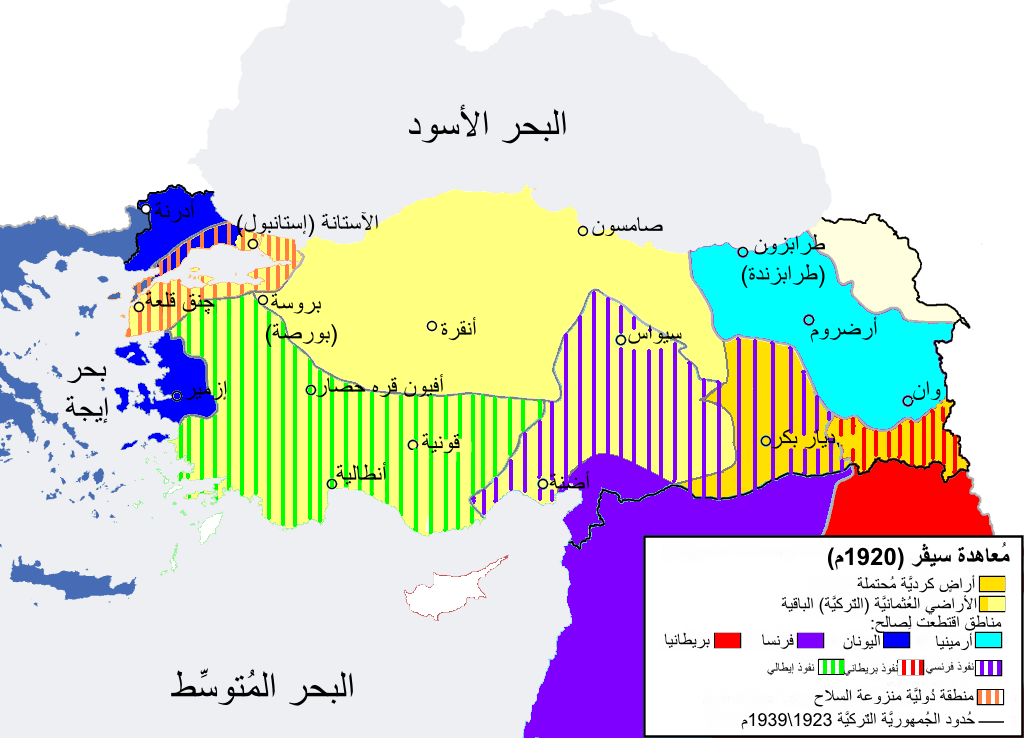
تقسيم الدولة العثمانية وفقًا لمعاهدة سيفر المجهضة

حسب التوزبع فقد خصصت سايكس بيكو جزءًا من كردستان الشمالية ومناطق كبيرة من ولاية الموصل بما في ذلك مدينة الموصل إلى فرنسا في المنطقة ب، وحصلت روسيا على بدليس ووان في كردستان الشمالية (انقسمت الدولة العربية المزمعة والتي تضم الأكراد في حدودها الشرقية مابين المناطق A و B). يقول بومان إن هناك نحو 2.5 مليون كردي في تركيا، معظمهم في المنطقة الجبلية المسماة كردستان.
قدم شريف باشا [الإنجليزية] «مذكرة بشأن مطالبات الشعب الكردي» إلى مؤتمر باريس للسلام سنة 1919 كما أوصى التقرير المكبوت للجنة كينغ - كراين بنوع من الاستقلال الذاتي في «المنطقة الجغرافية الطبيعية التي تقع بين ماسميت أرمينيا شمالا والعراق جنوبا، وحددوها الغربية هي الفجوة بين الفرات ودجلة، أما الشرقية فهي فارس».
تخلى الروس عن مطالبهم الإقليمية بعد الثورة البلشفية وفي مؤتمر سان ريمو مُنح الفرنسيون الانتداب على سوريا والإنجليز الانتداب على العراق. من المحتمل أن معاهدة سيفر اللاحقة قد نصت على إقليم كردي يخضع للاستفتاء وموافقة عصبة الأمم في غضون عام من المعاهدة. ومع ذلك أدت حرب الاستقلال التركية إلى إبطال معاهدة لوزان التي لم تنص على وجود دولة كردية. والمحصلة النهائية هي أن الأكراد والآشوريين ضُمّوا إلى مناطق تركيا والعراق وسوريا وإيران.

## تضارب الوعود والنتائج
ذكرت العديد من المصادر أن سايكس-بيكو تعارضت مع مراسلات الحسين - مكماهون (1915-1916) وأن نشر الاتفاق في نوفمبر 1917 تسبب في استقالة السير هنري مكماهون. وقد كان في الاتفاقية العديد من نقاط الاختلاف. أهمها وضع العراق في المنطقة الحمراء البريطانية، والأخرى فكرة أن المستشارين البريطانيين والفرنسيين سيسيطرون على المنطقة التي ستصبح دولة عربية. أخيرًا بما أن المراسلات لم تذكر فلسطين، لأن حيفا وعكا أخذتهما بريطانيا، ودُوِّلت المنطقة البنية (فلسطين).

## السياسات الحديثة
في الذكرى المئوية لسايكس بيكو سنة 2016 ازداد الاهتمام بها في وسائل الإعلام والأوساط الأكاديمية فيما يتعلق بتأثير الاتفاقية العميق. وكثيراً ماتهمت بأنها أوجدت حدودًا "مصطنعة" في الشرق الأوسط دون أي اعتبار للخصائص الإثنية أو الطائفية مما ولدت صراعات لانهاية لها فحدود الشرق الأوسط الحديث التي شكلتها سايكس بيكو متنازع عليها."
وقالت دولة العراق والشام الإسلامية أن أحد أهداف تمردها هو رفض تأثير اتفاقية سايكس بيكو. حذر جهادي من داعش في شريط فيديو بعنوان End of Sykes-Picot «هذه ليست الحدود الأولى التي سنكسرها بل سنكسر الحدود الأخرى». وتعهد أبو بكر البغدادي في خطبة الجمعة في يوليو 2014 في جامع النوري الكبير في الموصل بأن «هذا التقدم المبارك لن يتوقف حتى نصل إلى المسمار الأخير في نعش مؤامرة سايكس بيكو»
. وقدم رئيس الوزراء الفرنسي السابق دومينيك دو فيلبان تحليلًا جيوسياسيًا مشابهًا في مساهمة افتتاحية لصحيفة لوموند الفرنسية.

## وصلات خارجية
- 100 عام على اتفاقية سايكس بيكو التي قسمت منطقة الشرق الأوسط